# Gent Jazz Festival
Gent Jazz is een meerdaags jazzfestival in de Belgische stad Gent. Het muziekfestival vindt elk jaar plaats in juli op de Bijlokesite. Het werd voor het eerst georganiseerd in 2002 onder de naam Blue Note Festival en vond toen nog plaats in het Gravensteen en op de Bijloke. Vanaf 2003 vond het festival telkens plaats op De Bijloke. In 2006 veranderde de naam in Blue Note Records Festival om in 2008 de naam Gent Jazz Festival aan te nemen.
Op Gent Jazz komen zowel internationale mainstream en avant-gardejazz aan bod, als fusion van jazz met andere muziekstromingen. Tijdens de beginjaren viel het festival telkens samen met de Gentse Feesten. Na enkele jaren werd dit wat verschoven en nu valt enkel nog het laatste weekend van het festival samen met de Gentse Feesten.
Met de Garden Stage voegt Gent Jazz Festival sinds 2013 een tweede podium toe aan het programma.
In 2019, tijdens de negentiende editie, lokte het Gent Jazz 36.000 bezoekers, verspreid over 9 festivaldagen.
Gent Jazz was een organisatie van vzw Jazz & Muziek. De vzw werd in 2022 failliet verklaard.
Begin 2023 neemt de concertorganisator en boekingskantoor Greenhouse Talent, gevestigd in Gent, de organisatie van het festival Gent Jazz over. 
Greenhouse Talent zorgde voor een vlotte doorstart en Gent Jazz kende in de zomer van 2023 een succesvolle nieuwe start met meer dan 40.000 bezoekers. De Gent Jazz'er kon opnieuw thuiskomen voor een tiendaagse, van 5 tot en met 15 juli 2023.

## Netwerken
Het Gent Jazz is lid van de Federatie van Muziekfestivals in Vlaanderen. Het is daarnaast ook meer en meer actief op het internationale vlak. Zo werd het onlangs lid van het Europe Jazz Network (EJN) en International Jazz Festival Organisation (IJFO).

## Jong Jazztalent Gent
Het Gent Jazz organiseert jaarlijks in samenwerking met Omer, Sabam, Vibe, Ha Concerts en Playright een wedstrijd onder de naam Jong Jazztalent Gent. Sinds 2013 wordt uit de ingezonden projecten een winnaar gekozen. De prijs dient om creatieve projecten te realiseren die de jonge groep een duwtje in de rug geven op artistiek vlak.
Winnaars uit het verleden zijn onder meer Jef Neve, Isolde Lasoen, Brazzaville, Nathan Daems Quintet, OakTree, aRTET en Donder.

## Hoofdacts
- 2024: Diana Krall, Anohni & The Johnsons, Jamie Cullum, Sofiane Pamart, Asaf Avidan, Joshua Redman, Andre 3000, Alfa Mist, Birdy, Selah Sue, Rodrigo y Gabriela, Cimafunk, Nile Rodgers & CHIC, Altin Gün, Patrick Bruel, Luz Casal, Air, DJ Shadow, The Cinematic Orchestra & Melanie De Biasio.
- 2023: Gregory Porter, Kamaal Williams, Snarky Puppy, Joe Bonamassa, Marcus Miller, Norah Jones, Mavis Staples, Ludovico Einaudi, Laufey, ZAZ, Nils Frahm, Branford Marsalis 4tet, Julian Lage & Herbie Hancock, Arooj Aftab.
- 2022: Sting, Van Morrison, Ibrahim Maalouf, Melody Gardot, Archie Shepp & Jason Moran, Agnes Obel, Kae Tempest, Avishai Cohen, GoGo Penguin, Dave Douglas & Joe Lovano.
- 2021: José James, Tigran Hamasyan, Gonzalo Rubalcaba & Aymée Nuviola, Wim Mertens, 3Men in A Boat ft. Louis Sclavis, TaxiWars, STUFF., Richard Galliano Quartet, Eefje De Visser, blackwave., TheColorGrey, Jef Neve, Lady Linn, Sting, Van Morrison, Ibrahim Maalouf, Agnes Obel, Black Flower, Antoine Pierre, Compro Oro, AliA
- 2020: het reguliere Gent Jazz Festival kon niet plaatsvinden omwille van de coronamaatregelen. Op het alternatieve Gent Jazz 1.5 stonden onder anderen op het programma: Philip Catherine & Nicola Andrioli, Jef Neve, Commander Spoon, Antoine Pierre, Nabou, Black Flower, Flying Horseman, Rosa Butsi, LABtrio, SCHNTZL, Too Noisy Fish, Pentadox, Bram De Looze
- 2019: Jamie Cullum, Gregory Porter, Yann Tiersen, Mulatu Astatke, Joan Baez, John Zorn, Jasper Steverlinck, STUFF
- 2018: The Roots, Tom Jones, David Byrne, Hudson, Melanie De Biasio, Pharoah Sanders, Selah Sue, Lady Linn, Jef Neve, Isolde XL
- 2017: Herbie Hancock, Grace Jones, Wayne Shorter Quartet, Peter Doherty, Trixie Whitley, Kamasi Washington / STUFF, Einstürzende Neubauten
- 2016: Jill Scott, Lianne La Havas, Kamasi Washington, Ibrahim Maalouf, Pat Metheny, Max Richter, John Cale, Balthazar, St Germain, Ibeyi, Perfume Genius
- 2015: Tony Bennett & Lady Gaga, Van Morrison, Zaz, Charles Lloyd, Gregory Porter, Bill Laswell, Gary Clark Jr., Jack DeJohnette, Abdullah Ibrahim, Rodrigo y Gabriela, Laura Mvula
- 2014: Ludovico Einaudi, Bobby McFerrin, Charles Bradley, Chick Corea & Stanley Clarke, Michael Kiwanuka, José James, Ibrahim Maalouf, Dave Holland, BADBADNOTGOOD, Ólafur Arnalds, Agnes Obel
- 2013: Joe Lovano with the Brussels Jazz Orchestra, Dee Dee Bridgewater & Ramsey Lewis, Diana Krall, John Zorn met Zorn@60, Bryan Ferry feat. The Bryan Ferry Orchestra, Bobby Womack, Madeleine Peyroux 'The Blue Room', Avishai Cohen Quartet, Jamie Cullum, Valerie June, Elvis Costello & The Imposters
- 2012: Paco de Lucia, Melody Gardot, Brad Mehldau Trio, Wayne Shorter, Antony and the Johnsons, Damien Rice, Tindersticks, Rodrigo y Gabriela, D'Angelo, Jim Hall
- 2011: Sonny Rollins, BB King, Return to Forever met Chick Corea, Al Di Meola, Sing The Truth en Angus & Julia Stone
- 2010: Norah Jones, Ornette Coleman, Chick Corea, Toots Thielemans, Pat Metheny, Mariza, Gilberto Gil, Kruder & Dorfmeister, Madness, Joe Bonamassa
- 2009: BB King, Dianne Reeves, McCoy Tyner, George Benson, Brad Mehldau, Richard Galliano, Jamie Lidell, Rodrigo y Gabriela, Joe Jackson, Marianne Faithfull, Melody Gardot, Jamie Cullum
- 2008: Herbie Hancock, Pat Metheny, Diana Krall, Wayne Shorter, Erykah Badu, Orquesta Buena Vista Social Club, The Neville Brothers, CocoRosie
- 2007: Toots Thielemans, Kenny Werner, Chick Corea, Wynton Marsalis, Charlie Haden, DJ Shadow, Amon Tobin, India.Arie, Sly & The Family Stone, Elvis Costello, Guru's Jazzmatazz, Willy Deville, Allen Toussaint, Archie Shepp, Rashied Ali
- 2006: Dianne Reeves, John Zorn, Charles Lloyd, Wayne Shorter, Madredeus, Mariza, Toots Thielemans, Dr. John, Madeleine Peyroux, Sérgio Mendes, Cesaria Evora, Los Van Van, Us3, Maceo Parker
- 2005: McCoy Tyner, Dave Holland, Dee Dee Bridgewater, Charlie Haden, Joost Zweegers, Dianne Reeves, Solomon Burke, Vaya Con Dios, Cassandra Wilson, Van Morrison, Erik Truffaz, Buena Vista Social Club
- 2004: Joe Lovano, Hank Jones, John McLauglin, Wynton Marsalis, Branford Marsalis, Ahmad Jamal, George Clinton, Angie Stone, Marc Moulin
- 2003: Dianne Reeves, Patricia Barber, John Zorn, Herbie Hancock, Candy Dulfer, Marcus Miller, The Cinematic Orchestra
- 2002: Abdullah Ibrahim, Elvin Jones, Toots Thielemans, John Scofield, Orlando Cachaito Lopéz, Erik Truffaz, Maceo Parker